# Oyakodon

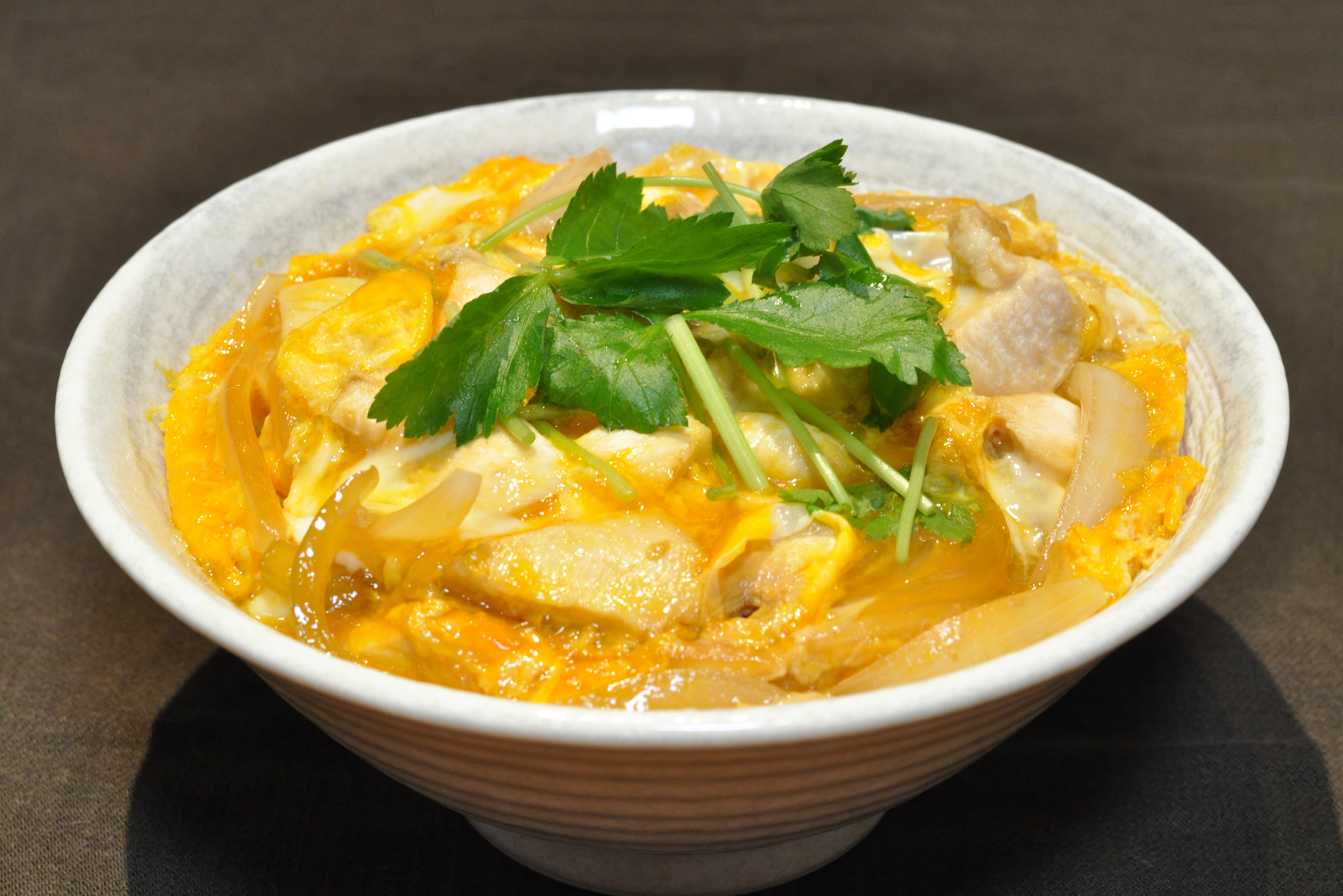
Oyakodon – Reis mit Hühnerfleisch und Ei

Oyakodon  (jap. 親子丼, wird auch oyakodonburi ausgesprochen; oyakodon ist eine Kurzform; Bedeutung wörtlich: „Eltern-Kind-Schüssel“, auch „Eltern-Kind-Topf“) ist ein japanisches Reisschüssel-Gericht (Donburi), dessen Zutaten aus Huhn, Ei, Frühlingszwiebeln (manchmal auch normalen Zwiebeln) und anderen Zutaten (Dashi, Sake, Sojasauce) besteht. Alles zusammen gekocht, wird dieses Gericht in einer großen Schüssel über gekochtem bzw. gedämpftem Reis serviert.

## Bedeutung des Namens und Zubereitung
Der Name des Gerichts „Eltern-Kind-Schüssel“ ist aus der Tatsache abgeleitet, dass Huhn und Ei zusammen zubereitet und in einer Schale serviert werden. In Japan wird Oyakodon oft in Sobarestaurants und anderen traditionellen japanischen Restaurants serviert. Die Sauce variiert im Geschmack und ist abhängig je nach Saison, Zutaten und Region. Eine typische gewürzte Sauce könnte aus Dashi, Shoyu und Mirin bestehen. Das Verhältnis zwischen den Zutaten variiert und ist auch hier von Region zu Region unterschiedlich. Für Oyakodon empfiehlt sich Dashi mit einer hellen Sojasauce oder einer dunklen Sojasauce mit Zucker gewürzt.
Es existieren verschiedene Oyakodon-Gerichte wie zum Beispiel Tanindon (他人丼, wörtlich: „Fremden-Schüssel“) aus West-Japan. Bei Tanindon wird lediglich Huhn durch Rind ersetzt, ansonsten bleiben die Zutaten gleich. In der Kansai-Region gibt es das Kaikadon (開化丼, wörtlich: „Aufklärung-Schüssel“) bei dem statt Huhn Schweinefleisch Verwendung findet.

## Galerie

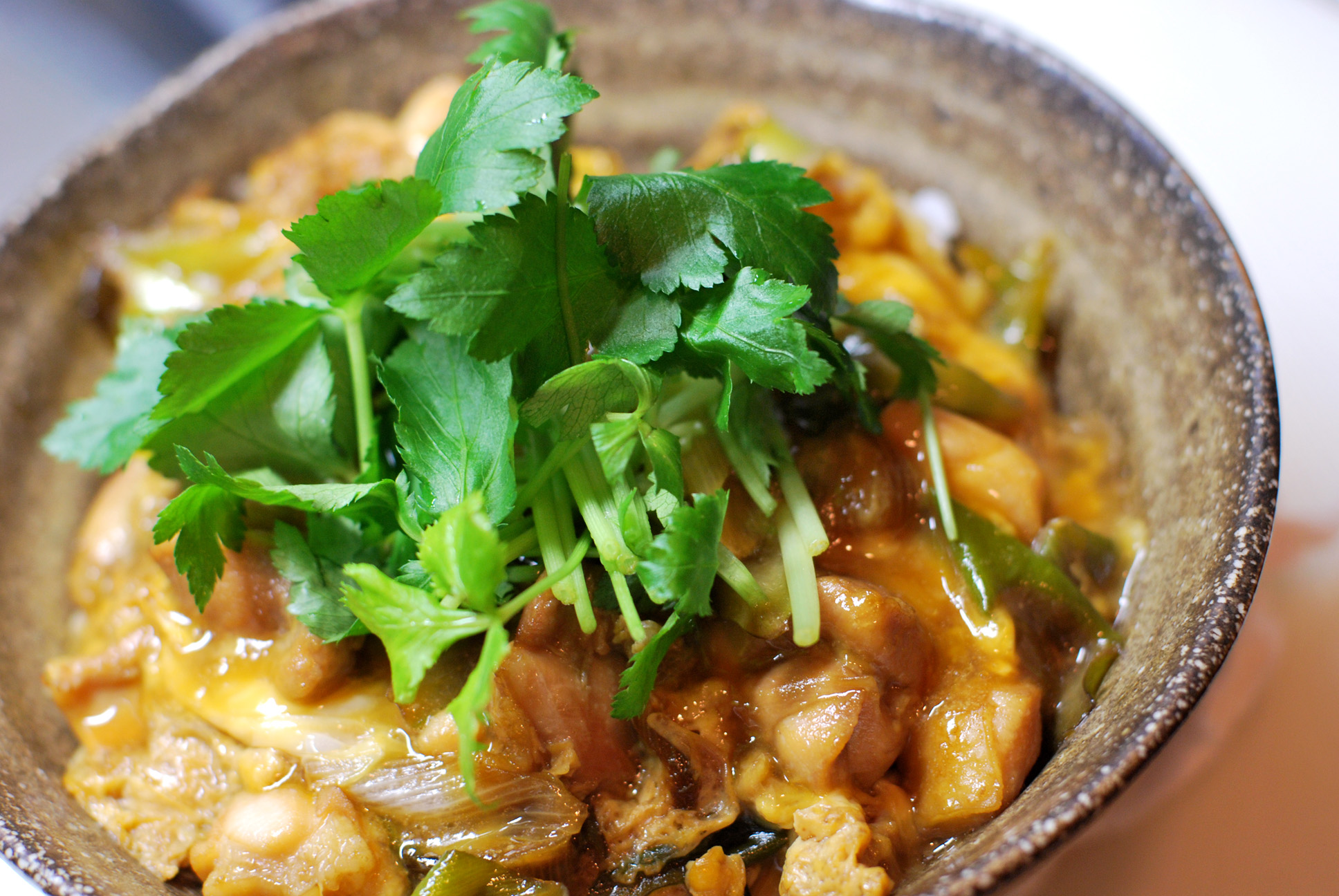
Typische Oyakodon
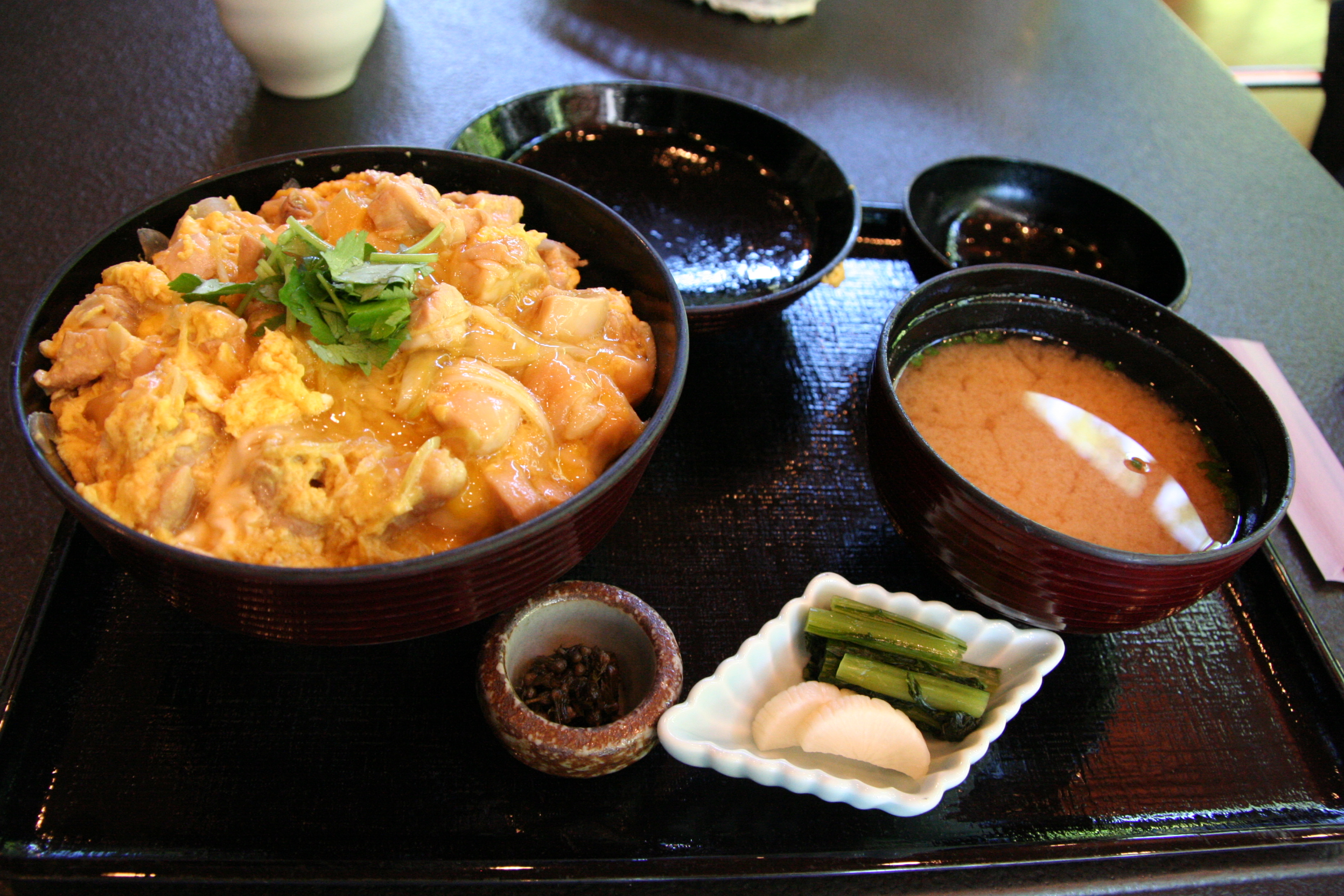
Oyakodon-Menü mit Misosuppe, Tsukemono
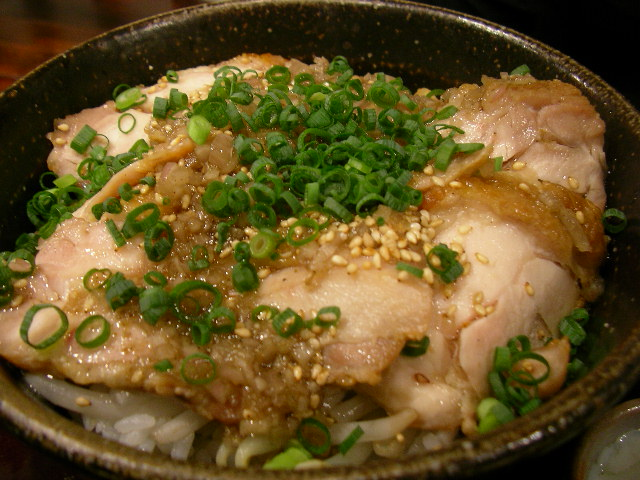
Shiodare-Oyakodon – salzige Oyakodon
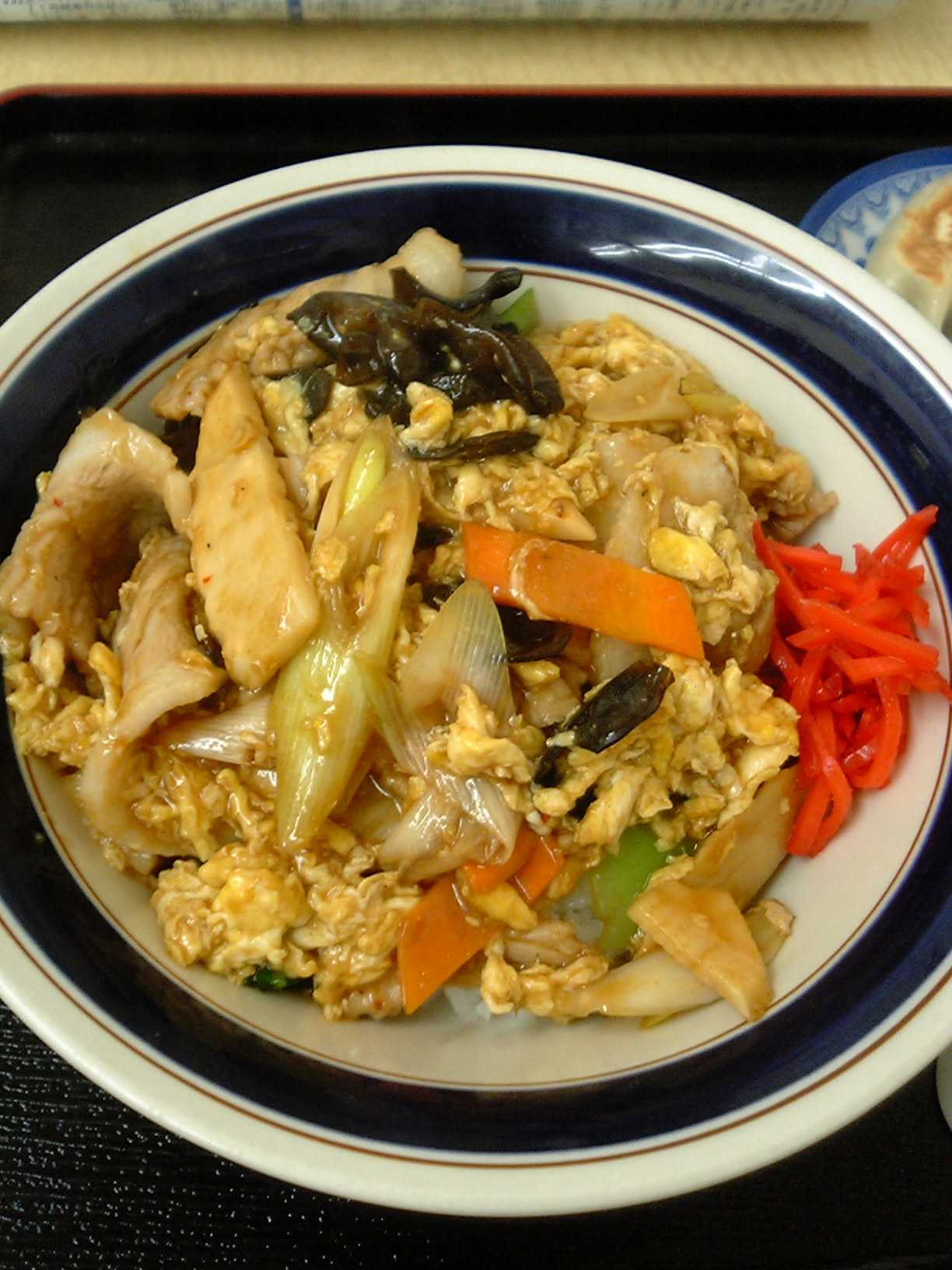
Kaikadon – Eine kulinarische Abwandlung in Kansai